# Catherine Ringer
Catherine Ringer (Suresnes, 18 oktober 1957) is de zangeres van de Franse pop-rockgroep Les Rita Mitsouko. Deze groep vormde ze samen met Fred Chichin in 1980 in Parijs.

## Biografie
Ringer is de dochter van een van oorsprong Poolse kunstenaar. Haar moeder was architecte. Ze verliet op 13-jarige leeftijd het ouderlijk huis om met een vriend te gaan samenwonen. Op 15-jarige leeftijd verliet ze de middelbare school en begon ze aan diverse kunstzinnige opleidingen. Zo studeerde ze theaterwetenschappen en volgde verschillende zang- en dansopleidingen. Ze leerde zichzelf het bespelen van verschillende instrumenten aan, onder andere piano, gitaar en drums. In 1979 ontmoette ze Fred Chichin, met wie ze het duo Les Spratz vormde. Vanaf 1980 noemden ze zich Rita Mitsouko en vervolgens Les Rita Mitsouko.
Ringer heeft verschillende malen in interviews aangegeven dat ze graag het avontuur opzoekt in haar leven en dat haar nieuwsgierige aard ervoor zorgde dat ze wilde meespelen in enkele pornofilms. Dit deed ze tussen 1976 en 1982, naast haar zang bij Les Rita Mitsouko. Deze periode in haar leven heeft ze altijd omschreven als 'l'aventure moderne'. Deze uitspraak kwam haar duur te staan tijdens een televisieinterview door Serge Gainsbourg. Gainsbourg bespotte haar in het interview en bleef herhalen dat ze een hoer was. Ringer bestreed dat en ging vervolgens verbaal de confrontatie met Gainsbourg aan. Het gesprek met Gainsbourg op tv zorgde er wel voor dat Ringer meer bekendheid kreeg in Frankrijk.
Naast het uitbrengen van albums met Les Rita Mitsouko trad Ringer sinds 1988 ook solo op en werkte samen met tal van artiesten.
Van 2002 tot 2005 speelde Ringer de hoofdrol in een muzikale comedie genaamd 'Concha Bonita'.
In 2007 zou Ringer op tournee gaan met Les Rita Mitsouko ter promotie van het nieuwste album 'Variety'. Door de dood van Fred Chichin, die inmiddels ook haar echtgenoot was geworden, kwam de tournee te vervallen.
Vanaf 14 maart 2008 ging Catherine Ringer onder eigen naam op tournee. (Catherine Ringer chante Les Rita Mitsouko and more)
Op donderdagavond 25 november 2021 stortte Ringer neer, terwijl ze optrad in het Forum in Luik. Volgens een verklaring zou ze zijn uitgeput na een covid-19 besmetting eerder in het jaar.  Haar resterende tournee werd direct afgelast.
- Biblioteca Nacional de España: XX4581829
- Bibliothèque nationale de France: cb138990229 (data)
- Gemeinsame Normdatei: 134498259
- International Standard Name Identifier: 0000 0001 1034 7313
- Library of Congress Control Number: no2017005076
- MusicBrainz: 4912212f-1b27-4b65-9d4d-bf6df4963272
- Nationale Bibliotheek van Tsjechië: xx0213191
- Nationale Bibliotheek van Israël: 987007450971505171
- Nederlandse Thesaurus van Auteursnamen: 423371851
- Réseau des bibliothèques de Suisse occidentale: 02-A016267906
- Système universitaire de documentation: 079895743
- Virtual International Authority File: 197444
- WorldCat: E39PBJpjgG9dm6ftbf98gMBkjC